# Holochlamys
Holochlamys, monotipski biljni rod iz porodice kozlačevki raširen po Novoj Gvineji i Bismarckovom arhipelagu.
Jedina vrsta je trajnica H. beccarii.

## Sinonimi
- Holochlamys elliptica Alderw.; Bull. Jard. Bot. Buitenzorg, sér. 3, 4: 331 (1922)
- Holochlamys guineensis Engl. & K.Krause; Engl. Pflanzenreich, Arac.-Monster. 136 (1908)
- Holochlamys montana Gilli; Ann. Naturhist. Mus. Wien 84: 6 (1980) (1983)
- Holochlamys ornata Alderw.; Bull. Jard. Bot. Buitenzorg, sér. 3, 4: 169 (1922)
- Spathiphyllum beccarii Engl.; Bull. Soc. Tosc. Ortic. 4: 268 (1879)